# Deepwater Champion
Deepwater Champion – ультраглибоководне бурове судно. Пробурило першу успішну розвідувальну свердловину у Гаяно-суринамському басейні, який, можливо, стане останнім за часом виявлення великим басейном в історії нафторозвідки

## Загальні відомості
Судно спорудили в 2010 році на верфі Hyundai Heavy Industries в Ульсані (Південна Корея) на замовлення компанії Transocean. 
Deepwater Champion відноситься до розробленого компанією Gusto MSC типу Gusto P10,000 та у відповідності до замовленого обладнання розраховане на роботу в районах з глибинами моря до 3048 метрів (максимальна глибина для проекту P10,000 становить 3658 метрів). При цьому воно може бурити свердловини довжиною до 12,2 км, що забезпечує бурова установка National Oilwell Varco AHD-1000 потужністю 6900 к.с. Судно має резервуари для прийому 125 тисяч барелів нафти, тому здатне без додаткової підтримки провадити тривале тестування свердловин.
Силова установка складається з шести дизельних двигунів STX-MAN I-9 із генераторами потужністю по 4,3 МВт та двох двигунів STX-MAN V-18 з генераторами по 8,7 МВт.
Пересування до району робіт здійснюється самостійно зі швидкістю до 10 вузлів.
Судно використовує систему динамічного позиціонування Kongsberg K-Pos DP-22 та здатне утримувати позицію при висоті хвиль до 9 метрів та швидкості вітру до 60 вузлів.
На борту забезпечується проживання до 210 осіб.
Deepwater Champion має майданчик для гелікоптерів діаметром 21,9 метра та може приймати машини типу Sikorsky S-61 та S-92.

## Служба судна
Першим завданням судна стало буріння у турецькому секторі Чорного моря. В березні 2011-го Deepwater Champion прибув до Мармурового моря та після зменшення висоти своєї бурової башти з 98 до 56 метрів пройшов під боспорськими мостами на північ. Тут він спершу узявся за спорудження свердловини Kastamonu-1, закладеної за півтори сотні кілометрів на північний захід від Сінопу в районі з глибиною моря 2197 метрів.  Завершена у вересні, Kastamonu-1 досягла глибини у 5272 метра, проте зустріла у цільовому резервуарі лише газопрояви.
Далі судно узялось за роботи на свердловині Surmene-1/RE, яка знаходилась дещо менше ніж за сотню кілометрів на північ від Трабзону в районі з глибиною моря 1801 метр. Взимку 2010 – 2011 років цю свердловину (тільки тоді ще без приставки «/RE») вже бурило напівзанурюване судно Leiv Eiriksson, проте через пошкодження колонної головки операцію довелось перервати (можливо відзначити, що Leiv Eiriksson вивели через Босфор того ж дня, коли цією протокою проходило Deepwater Champion). Маючи спеціально виготовлене обладнання, Deepwater Champion добурило Surmene-1/RE до кінця року та досягнуло у ній позначки 5645 метрів. Втім, ця свердловина зустріла лише нафтопрояви.
На початку 2012 року Deepwater Champion виконало у Чорному морі ще одне завдання, на цей раз у румунському секторі. В районі з глибиною моря 930 метрів воно спорудило свердловину Domino-1, яка досягла довжини біля 3000 метрів та виявила значні поклади газу (станом на початок 2020-х родовище Доміно вважається найбільшим в історії офшорної розвідки Румунії).
Після цього судно вирушило до берегів Америки для виконання робіт у інтересах енергетичного гіганту ExxonMobil, який зафрахтував Deepwater Champion на період з червня 2012-го по листопад 2015-го років. Упродовж більшої частини цього періоду Transocean звітувала про перебування судна в американському секторі Мексиканської затоки (USGOM, United States Gulf of Mexico). При цьому також відомо, що воно виконувало буріння на площі Hadrian при глибині моря 2250 метрів.
Навесні 2015-го ExxonMobil розпочала видобуток на великому газовому родовищі Hadrian South, втім, на той час Deepwater Champion вже відпливло до узбережжя Гаяни, де з березня по травень провело спорудження свердловини Lisa-1. Закладена в районі з глибиною моря 1743 метра, вона досягнула довжини у 5433 метра та пройшла через насичені нафтою пісковики товщиною 90 метрів, що стало першим відкриттям у Гаяно-суринамському басейні.
У липні 2015-го Deepwater Champion вирушило назад до Мексиканської затоки, де мав провести ліквідацію (Plug and Abandonment) семи свердловин. Головним у цьому завданні була не швидкість виконання, а відсутність інцидентів (додаткову складність додавало те, що деякі з цих свердловин були освоєні два десятки років тому з використанням примітивних, у порівнянні з сучасними, технологій). При цьому контракт з ExxonMobil подовжили по січень 2016-го.
У лютому 2016-го, на тлі значного скорочення обсягів бурових робіт у світі, Deepwater Champion поставили на якір біля узбережжя Тринідаду і Тобаго. З того часу та щонайменше по квітень 2021-го воно перебувало у простої (cold stack).